# Evangelische Kirche (Wega)

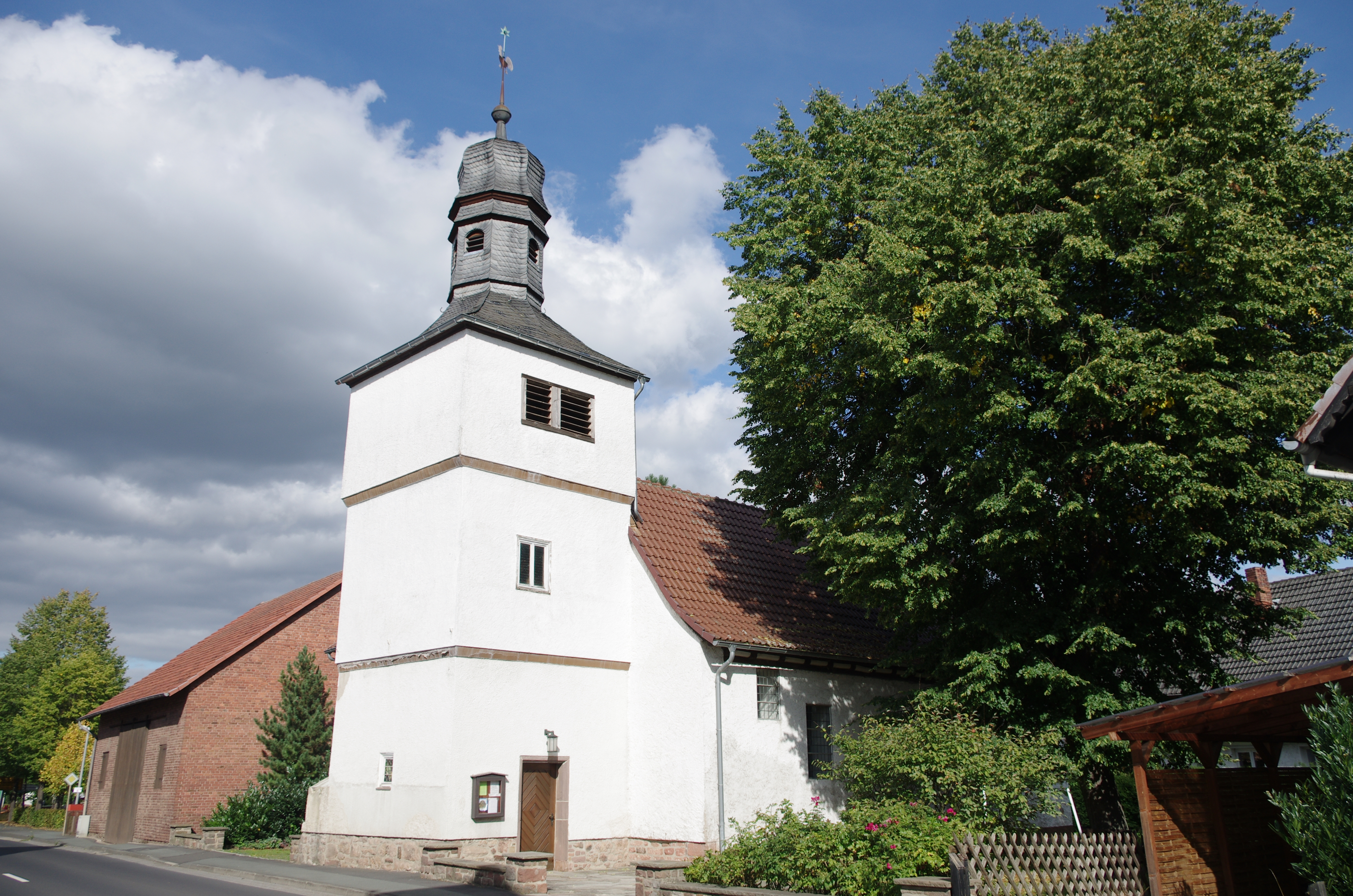
Evangelische Kirche in Wega

Die Evangelische Kirche Wega ist ein denkmalgeschütztes Kirchengebäude, das in Wega steht, einem Ortsteil der Gemeinde Bad Wildungen im Landkreis Waldeck-Frankenberg in Hessen. Die Kirche gehört zur Kirchengemeinde An der Eder im Kirchenkreis Eder im Sprengel Marburg der Evangelischen Kirche von Kurhessen-Waldeck.

## Beschreibung
Der spätromanische Chor auf quadratischem Grundriss wurde im 13. Jahrhundert gebaut. Das gleichbreite Kirchenschiff wurde in der 1. Hälfte des 14. Jahrhunderts angefügt, wurde aber 1683 verändert. Die unteren Geschosse des Kirchturms im Westen sind mittelalterlich. 1721 erhielt er einen schiefergedeckten, achteckigen Aufsatz, der mit einer bauchigen Haube bedeckt ist. Das Erdgeschoss des Turms ist innen mit einem Tonnengewölbe überspannt. Die Emporen im Kirchenschiff wurden 1660 und 1676 eingebaut. Das Kirchenschiff ist mit dem Chor durch einen Chorbogen verbunden, vor dem die Kanzel und das Taufbecken aus dem 17. Jahrhundert stehen.